# 北羌
北羌，是殷墟甲骨文记载的商朝时西部游牧部族的一支，在商朝西北部地区活动，约今山西、陕西、内蒙古一带。
北羌经常进入商朝境内攻掠，给商朝造成很大威胁。约公元前13世纪，商王武丁对西北游牧族“多方”进行战争。为消除边患征服北羌，武丁征发军队，并亲自率领进攻北羌。在十六国时期，陕西关中渭北地区羌人，总称北羌。